# ژان لویی کالاندرینی
ژان لویی کالاندرینی (۳۰ اوت ۱۷۰۳ – ۲۹ دسامبر ۱۷۵۸) یک دانشمند سوئیسی و پروفسور ریاضیات و فلسفه بود. وی نویسنده چند مطالعه بر روی شفق قطبی، دنباله‌دارها و اثرات آذرخش و یک مطالعه مهم اما منتشر نشده در مثلثات مسطح و کروی است. وی همچنین تفسیری بر اصول ریاضی فلسفه طبیعی نیوتون نوشته است که مشتمل بر ۱۰۰ پانویس است و در فاصله سال‌های ۱۷۳۹ تا ۱۷۴۲ در ٰژنو منتشر شده است.
نام سرده کالاندرینیا از نام وی گرفته شده.
پدرش یک روحانی کلیسا به نام ژان لویی بود و مادرش میشی دو پان نام داشت. او نوه برادر بندیکت کالاندرینی بود و در سال ۱۷۲۹ با رنه لولن ازدواج کرد. وی در سال ۱۷۲۲ رساله‌اش را در علم فیزیک در آکادمی ژنو ارائه داد. کالاندرینی در سال ۱۷۲۴ به صورت مشترک همراه با گابریل کرامر به کرسی پروفسوری ریاضیات نائل گشت اما وی ابتدا به سه سال سفر در فرانسه و انگلستان پرداخت. وی طی سال‌های ۱۷۳۴ تا ۱۷۵۰ پروفسور فلسفه بود. وی همچنین در صحنه سیاسی ژنو نقشی فعال داشت.